# Ивесь (озеро)
И́весь (устар. Ивиса; бел. Івесь) — озеро в Беларуси в Глубокском районе Витебской области, относится к бассейну реки Шоши.
Размеры озера 2,12 на 0,44 км, оно вытянуто с севера на юг. Средняя глубина озера — 8,7 метра, наибольшая достигает 26 м. Объём вод озера — 4,71 млн м³. Площадь водного зеркала — 0,55 км². Площадь озёрного водосбора — 12,4 км².
Местность преимущественно равнинная, местами холмисто-грядистая, поросшая лесом и кустарником, местами болотистая. Озеро окружено заболоченной поймой шириной до 200 м. Берега песчаные, преимущественно низкие, поросшие кустарником. Рельеф дна сложный, со впадинами и мелями. Мелководье песчаное, занимает 20 % площади озера.
В озеро впадают ручьи из озёр Молено и Белое, вытекает ручей, впадающий в Шо. Рядом с озером находится деревни Ивесь, Хролы, Тересполье, Заулок-Русский и Шо.
Организовано платное любительское рыболовство. Разрешена подводная охота в светлое время суток. В озере обитают такие виды рыб как: окунь, плотва, лещ, щука, линь и многие другие виды рыб.
Озеро Ивесь является одним из центров экологического туризма в Глубокском районе. На юге озера расположена усадьба «Заповедный остров».